# يا الله (ألبوم)
يا الله هو البوم للفنان التونسي صابر الرباعي.

## قائمة الأغاني
- السلام عليكم  - 5:47
- المصطفي  - 5:55
- صلاه الله  - 6:52
- مولانا يامولانا  - 4:17
- يارسول الله  - 5:07
- ياسيدي  - 6:32
- ياماي  - 5:42
- يامهيمن  - 3:51